# Liszeci csata
A liszeci csata a 2001-es macedóniai háború egyik eseménye. 2001. május 22-én vívták Liszec és Szidol között, a Šar-hegységben a macedón rendőrség különleges egységei az albán lázadók gerilláival.
A lázadók megpróbálták tőrbe csalni a járőröző rendőröket, miként a vejcei mészárlás során tették. A macedón rendőrség erői viszont sikeresen kivédték a támadást és sikerült legyőzni a támadókat.

## Előzmények
Április 28-án, alig egy hónappal a sikeresen végrehajtott tetovói offenzívát követően újból kirobbantak a harcok az albánok és a macedónok között, amikor a Koszovóból benyomuló gerillák egy csoportja megtámadott és részben brutálisan legyilkolt egy katonákból és rendőrökből álló járőrkonvojt Selce és Vejce között. A harcok átterjedtek Kumanovo környékére is.

## Az összecsapás
Május 22-én 19:45-kor a lázadók aknavetőkkel támadtak Liszec mellett, Szidol közelében, a hegyekben egy rendőrségi ellenőrzőpontot és két terepjárót kilőttek. Több rendőr könnyebben megsebesült.
A konvojt Sztojancse Angelov tábornok vezette, az egység 16 főből állt. A járőrök terepjáróikkal óvatosan és egymástól nagy távolságra haladtak, hogy támadás esetén könnyebben siessenek egymás segítségére.
Angelov, aki a sor elején haladt, észrevette az úton egy emberi alak sziluettjét. Ekkor megállította a járművet, kiszállt és fegyveréből tüzet nyitott. Rögvest világossá vált, hogy a lázadók csapdát állítottak fel, de Angelov felismerése hozzájárult, hogy a rendőrök elkerüljenek egy vejceihez hasonló helyzet kialakulását.
Heves tűzharc következett, majd ezt aknatámadás követte, amely megsemmisítette a két terepjárót. A támadók a Nemzeti Felszabadítási Hadsereg lázadói voltak, megközelítőleg ötvenen vagy nyolcvanan. Vezetőjük vélhetően Ali Ahmeti volt.
Az összecsapás több órán át tartott. Angelov később keletkezett életrajzában azt írta, hogy úgy harcolt, mint egy Rambo, miközben azt kiabálta a lázadóknak: „Most meglátjátok, mit kaptok a macedón oroszlánoktól!”
A hosszú küzdelemben a macedónok lőszere elfogyott, míg az albánok erősítést kaptak és egyre hevesebben lőtték gránátokkal a rendőregységet.
Sötétedéskor a harc alábbhagyott, az albánok visszavonultak.

## Veszteségek
A rendőrség erőinek csak sebesültjeik voltak, halottak nem. Albán részről 8 lázadót lőttek le.
A liszeci csata volt az egyik leghevesebb összecsapása a macedóniai háborúnak. Az albán lázadók Vejcének alkalmazott rajtaütése itt most nem vált be.